# Jardín Botánico del Pirineo de Melles
El Jardín Botánico del Pirineo de Melles en francés : Jardin botanique pyrénéen de Melles también conocido como Sentier de Decouverte es un jardín botánico de unos 3 000 m² de extensión, especializado en la flora endémica del Pirineo. 
El código de identificación del Jardin botanique pyrénéen de Melles como  miembro del "Botanic Gardens Conservation Internacional" (BGCI), así como las siglas de su herbario es MELLE.

## Localización
Se encuentra en las afueras de Melles en el departamento de Haute-Garonne en Los Pirineos cerca de la frontera española por el Valle de Arán.
Sentier de Decouverte, Mairie de Melles Service des Espaces Verts 79500 Melles, Haute-Garonne, Midi-Pyrénées, Francia.
Planos y vistas satelitales.42°52′8″N 0°45′33″E / 42.86889, 0.75917
Se encuentra abierto a diario en los meses cálidos del año.

## Historia
Este jardín botánico nació gracias a la iniciativa de un grupo de vecinos de Melles con inquietudes que fundaron la asociación "Relais des Arts Culture et Nature" ( "Enlace de las Artes Cultura y Naturaleza" ), que vio la luz en agosto del 2002. Teniendo por objetivo y proyecto el de promover el arte y la cultura, la naturaleza y la botánica bajo todas sus formas, en Melles. 
Su primera acción fue el llevar a cabo su gran proyecto de crear un jardín botánico de plantas endémicas de los Pirineos Centrales 
Gracias a la colaboración de otros vecinos que cedieron unos terrenos que tenían abandonados, a la ayuda del ayuntamiento de Melles y a las subvenciones del estado francés, desde diciembre del 2002 a marzo del 2003 se comenzaron las plantaciones con un centenar de especies, en el año 2004 ya había unas 800 plantas.
Abrió sus puertas al público en la primavera del 2005. 

## Colecciones
Sus colecciones están enfocadas en las plantas propias del Pirineo
- Plantas bulbosas de otoño, de primavera y de verano
- Jardín de los Pirineos con una extensión de unos 3 000 metros cuadrados las plantas se agrupan como :
  - Parterres soleados
  - Plantas de sotobosque
  - Turbera
  - Rocalla
  - Jardín de gravas
  - Árboles propios del Pirineo
  - Arroyo con plantas propias de zonas húmedas de las riberas
- Plantas medicinales de los Pirineos. (en ejecución )